# Crime Fighters
Crime Fighters (クライムファイターズ?)  es un videojuego de género Yo contra el barrio para arcade publicado por Konami en 1989. El jugador toma el control de un oficial de policía encubierto al que se le asigna el rescate de un grupo de chicas secuestradas por un jefe del crimen. De forma similar a la versión para arcade de Teenage Mutant Ninja Turtles, también de Konami y publicada ese mismo año, el juego estuvo disponible en un mueble dedicado para 4 jugadores y en kits para 2 jugadores (en la mayoría de muebles de 2 jugadores) o kits para 4 jugadores (normalmente destinados a juegos de Atari, como Gauntlet o Gauntlet II, y para The Main Event de la propia Konami). Es el primer título de la serie Crime Fighters, y fue seguido por dos secuelas: Vendetta (publicado en Japón como Crime Fighters 2) y Violent Storm.
El personaje principal, retratado en el juego como integrante de algún tipo de unidad contra crímenes graves, se abre camino luchando a través de una megaciudad inspirada en Nueva York. En el juego, a cada jugador se le asigna un color, que es una versión del personaje principal con la paleta de colores cambiada. Es decir, los cuatro personajes son idénticos salvo por diferencias en sus colores de ropa, pelo o piel.

## Jugabilidad
El juego tuvo versiones para hasta 2 jugadores y versiones para hasta 4 jugadores, habiendo diferencias entre ambos tipos.
En las versiones para 4 jugadores, cada uno tiene su propia ranura para monedas y cada crédito añade alrededor de 100 puntos de vida descontándose una unidad de vida cada 3 o 4 segundos, al estilo de Gauntlet. Los jugadores pueden golpearse mutuamente y hacer que los compañeros pierdan sus armas permanentemente. Al final de cada nivel tras matar al jefe de fase, si hay más de un jugador, aparece una cuenta atrás de 9 segundos junto con un mensaje que invita a los jugadores pelearse entre ellos durante el tiempo permitido, reiniciándose la cuenta atrás cada vez que se golpeen. Aunque al acabar el tiempo se concede algo de salud, es posible perder durante la lucha más salud de la que luego se recupera. La versión para 2 jugadores le da a cada uno de ellos un número establecido de vidas y el sistema de salud/tiempo es remplazado por una barra de vida estándar y un contador de vidas similar a Double Dragon. en l aversión de dos jugadores en el metro podemos encontrar un personaje muy al estilo de Village People, en concreto al vestido de cuero y sombrero de policía, el personaje hace señas obscena y toma al Héroe  del juego y hace movimientos inapropiados. 
Los jugadores comienzan en el primer nivel de juego, el metro, y rápidamente aprenden cómo jugar a través del ejemplo. Por ejemplo, tras tumbar los primeros enemigos un gran icono que pone "Kick" aparece sobre ellos, indicándole a los jugadores que los pateen antes de que se incorporen. Las versiones para 4 jugadores tienen 2 botones que sirven para dar puñetazos o patadas, respectivamente, y para ejecutar una patada aérea giratoria si son pulsados simultáneamente. La versión para 2 jugadores añade un tercer botón que permite hacer un reversal attack y funciona como una patada. Es posible agarrar a los enemigos y atacarlos, así como golpearlos en la entrepierna para aturdirlos (lo que se representa a través de un sonido de tubos metálicos chocando). Los enemigos hispanos y engominados siempre usan navajas para atacar, algunos punks llevan barras metálicas y más adelante aparecerán enemigos con pistola. Tras acabar con estos enemigos, el jugador puede recoger su arma y usarla indefinidamente (incluyendo pistolas en las versiones para 2 jugadores), sin embargo, al primer impacto recibido el jugador perderá el arma que porte y esta desaparecerá (salvo las pistolas en las versiones para 4 jugadores, siempre y cuando tengan munición). Pese a todo, muchos de los enemigos básicos dejan armas al morir, así que raramente pasará mucho tiempo sin que se pueda conseguir una nueva arma.
La última fase destaca porque el villano principal (el jefe final) lanza una llave diciendo que no le disparen. Sin embargo, si los jugadores la recogen, le darán tiempo para que saque una ametralladora y los tirotee sin piedad. Si el jugador se queda sin vida en este punto, el juego acabará con un final malo que muestra al jefe final diciéndole a los jugadores que lo intenten de nuevo. Sin embargo, el jugador puede elegir no recoger la llave y patear repetidamente al jefe final hasta la muerte.
Tras acabar el juego, el jugador será sometido a una fase final con todos los jefes donde los jugadores deberán vencer a todos los jefes del juego, que aparecerán en pantalla a la vez. Esto será más complicado cuanto menor sea el número de jugadores.